# Remo nos Jogos Pan-Americanos de 2023 - Skiff duplo peso leve masculino
A competição do skiff duplo peso leve masculino do remo nos Jogos Pan-Americanos de 2023 foi disputada entre 22 e 24 de outubro de 2023 na Lagoa Grande, em San Pedro de la Paz. Um total de 18 remadores de 9 Comitês Olímpicos Nacionais (CON) participaram do evento.

## Calendário
Horário local (UTC−3).
| Data          | Hora | Fase          |
| ------------- | ---- | ------------- |
| 22 de outubro | 9:30 | Eliminatórias |
| 23 de outubro | 8:10 | Repescagem    |
| 24 de outubro | 9:30 | Final B       |
| 24 de outubro | 9:50 | Final A       |

## Medalhistas
| Ouro   | MEX Miguel Carballo e Alexis López     |
| Prata  | CHI César Abaroa e Eber Sanhueza       |
| Bronze | ARG Alejandro Colomino e Pedro Dickson |

## Resultados

### Eliminatórias
Os dois primeiros de cada bateria se classificam à Final A, os restantes disputam a repescagem.
Bateria 1
| Pos. | Remadores                         | CON           | Tempo   | Notas |
| ---- | --------------------------------- | ------------- | ------- | ----- |
| 1    | Miguel Carballo Alexis López      | MEX México    | 6:34.95 | FA    |
| 2    | César Abaroa Eber Sanhueza        | CHI Chile     | 6:26.39 | FA    |
| 3    | Alejandro Colomino Pedro Dickson  | ARG Argentina | 6:29.68 | R     |
| 4    | José Rafael Pérez Carlo Rodríguez | CUB Cuba      | 7:07.94 | R     |
| 5    | Uncas Batista Marcelo Almeida     | BRA Brasil    | 7:09.46 | R     |

Bateria 2
| Pos. | Remadores                      | CON                | Tempo   | Notas |
| ---- | ------------------------------ | ------------------ | ------- | ----- |
| 1    | Emerson Crick Stephen Harris   | CAN Canadá         | 6:34.34 | FA    |
| 2    | Alex Twist Sean Richardson     | USA Estados Unidos | 6:37.01 | FA    |
| 3    | Mauricio López Felipe Klüver   | URU Uruguai        | 6:50.41 | R     |
| 4    | Andrés Sandoval César Cipriani | PER Peru           | 6:52.98 | R     |

### Repescagem
Os dois primeiros da repescagem se classificam à Final A, os restantes disputam a Final B (fora da chance por medalhas).
| Pos. | Remadores                         | CON           | Tempo   | Notas |
| ---- | --------------------------------- | ------------- | ------- | ----- |
| 1    | Uncas Batista Marcelo Almeida     | BRA Brasil    | 6:39.28 | FA    |
| 2    | Alejandro Colomino Pedro Dickson  | ARG Argentina | 6:43.80 | FA    |
| 3    | Andrés Sandoval César Cipriani    | PER Peru      | 6:48.29 | FB    |
| 4    | José Rafael Pérez Carlo Rodríguez | CUB Cuba      | 7:11.98 | FB    |
|      | Mauricio López Felipe Klüver      | URU Uruguai   | DSQ     |       |

### Finais
As regatas finais definem as posições de todos os remadores. Na Final A são decididos os medalhistas.
Final B
| Pos. | Remadores                         | CON      | Tempo   | Notas |
| ---- | --------------------------------- | -------- | ------- | ----- |
| 7    | Andrés Sandoval César Cipriani    | PER Peru | 6:52.50 |       |
| 8    | José Rafael Pérez Carlo Rodríguez | CUB Cuba | 7:11.53 |       |

Final A
| Pos.              | Remadores                        | CON                | Tempo   | Notas |
| ----------------- | -------------------------------- | ------------------ | ------- | ----- |
| Medalha de ouro   | Miguel Carballo Alexis López     | MEX México         | 6:22.94 |       |
| Medalha de prata  | César Abaroa Eber Sanhueza       | CHI Chile          | 6:25.85 |       |
| Medalha de bronze | Alejandro Colomino Pedro Dickson | ARG Argentina      | 6:27.26 |       |
| 4                 | Uncas Batista Marcelo Almeida    | BRA Brasil         | 6:29.32 |       |
| 5                 | Emerson Crick Stephen Harris     | CAN Canadá         | 6:33.94 |       |
| 6                 | Alex Twist Sean Richardson       | USA Estados Unidos | 6:34.06 |       |